# ヘブンズゲイト
『ヘブンズゲイト』は門井亜矢作のオールカラー漫画でワニブックス「コミックガム」で2010年11月号まで連載された。
2000年12月、門井亜矢初作品集としてワニブックスのGumコミックスで刊行された。
また、2006年3月にワニブックスから同じくGumコミックスでBLUEとPINKの2冊が同時発売された。
なお、ヘブンズゲイトBLUEは最初のヘブンズゲイトの新装版、ヘブンズゲイトPINKは最初にコミックス化されたヘブンズゲイト以降に連載されていた分が入った新刊である。

## 概要
登場人物が固定化されておらず、毎回異なる。
女子高生が出てくることが多いが、猫、老人、宇宙人、幽霊などが出てくることも。
4頁のオールカラーマンガで、各話完結している。

## 書誌情報
1. ヘブンズゲイト ISBN 4-8470-3373-6
2. ヘブンズゲイトBLUE ISBN 4-8470-3547-X (上記ヘブンズゲイトの新装版)
3. ヘブンズゲイトPINK ISBN 4-8470-3546-1
4. ヘブンズゲイトGREEN ISBN 978-4-8470-3633-0
5. ヘブンズゲイトGOLD ISBN 978-4-8470-3756-6